# Coniopteryx manka
Coniopteryx manka är en insektsart som beskrevs av H. Aspöck och U. Aspöck 1965. Coniopteryx manka ingår i släktet Coniopteryx och familjen vaxsländor. Inga underarter finns listade i Catalogue of Life.